# Fußball-Regionalliga 2024/25
Die Saison 2024/25 der Regionalliga war die 17. Saison der Fußball-Regionalliga als vierthöchste Spielklasse in Deutschland. Ab der Saison 2018/19 stiegen vier Mannschaften in die 3. Liga auf. In dieser Saison stellten die Meister der Regionalligen Südwest, West und Bayern je einen direkten Aufsteiger. Die Meister der Regionalliga Nord und der Regionalliga Nordost spielten in einem Aufstiegs-Play-off um den vierten Aufstiegsplatz.

## Regionalligen
- Regionalliga Bayern 2024/25 mit 18 Mannschaften aus dem Bayerischen Fußball-Verband (BFV)
- Regionalliga Nord 2024/25 mit 18 Mannschaften aus dem Norddeutschen Fußball-Verband (NFV)
- Regionalliga Nordost 2024/25 mit 18 Mannschaften aus dem Nordostdeutschen Fußballverband (NOFV)
- Regionalliga Südwest 2024/25 mit 18 Mannschaften aus dem Fußball-Regional-Verband Südwest und dem Süddeutschen Fußball-Verband (SFV) mit Ausnahme des Bayerischen Fußball-Verbandes
- Regionalliga West 2024/25 mit 18 Mannschaften aus dem Westdeutschen Fußballverband (WDFV)

## Aufstiegsspiele
An den Aufstiegsspielen zur 3. Liga nahmen die jeweils besten und zum Aufstieg berechtigten Mannschaften der Regionalligen Nordost und Nord teil. Der Sieger nach Hin- und Rückspiel stieg auf.
Bei einem Teilnahmeverzicht von Mannschaften, oder falls sich aus einer Regionalliga keine Mannschaft sportlich qualifiziert hätte, wären Freilose vergeben worden.
Folgende Mannschaften qualifizierten sich sportlich für die Aufstiegsspiele:
- Meister der Regionalliga Nordost 2024/25:
  -  1. FC Lokomotive Leipzig
- Meister der Regionalliga Nord 2024/25:
  -  TSV Havelse

| Datum         |                                                                 | Gesamt |                                                 | Hinspiel  | Rückspiel       |
| ------------- | --------------------------------------------------------------- | ------ | ----------------------------------------------- | --------- | --------------- |
| 28.05./01.06. | 1. FC Lokomotive Leipzig (Meister Regionalliga Nordost 2024/25) | 1:4    | TSV Havelse (Meister Regionalliga Nord 2024/25) | 1:1 (0:0) | 0:0 (0:3 n. V.) |